# مایکل بمبن
مایکل بمبن (انگلیسی: Michael Bemben؛ زادهٔ ۲۸ ژانویهٔ ۱۹۷۶) بازیکن فوتبال اهل آلمان است.
از باشگاه‌هایی که در آن بازی کرده‌است می‌توان به باشگاه فوتبال یونیون برلین، باشگاه فوتبال گورنیک زابژه، باشگاه فوتبال بوخوم، و باشگاه فوتبال روت‌وایس اسن اشاره کرد.